# Goran Đukanović
Goran Đukanović [dʑ⁠u⁠k⁠a⁠n⁠ɔ⁠ʋ⁠itɕ] (serbisch-kyrillisch Горан Ђукановић, * 5. November 1976 in Cetinje, SR Montenegro, SFR Jugoslawien) ist ein ehemaliger montenegrinischer Handballspieler. Der 1,89 m große mittlere Rückraumspieler lief für die Nationalmannschaften von Jugoslawien, Serbien und Montenegro sowie Montenegro auf.

## Karriere
Goran Đukanović begann in seiner Heimatstadt beim RK Lovćen Cetinje mit dem Handballspiel. Von 1993 bis 1995 wurde er an den RK Mornar und den RK Sutjeska ausgeliehen, da der Einsatz von Minderjährigen in der ersten jugoslawischen Liga verboten war. 1995 kehrte er nach Cetinje zurück, zwei Jahre später wechselte er für eine Saison zum MRK Budućnost Podgorica. Nach seiner Rückkehr zu Lovćen gewann er 2000 und 2001 die jugoslawische Meisterschaft sowie 2002 und 2003 den jugoslawischen Pokal. Anschließend lief er in Italien für Trieste auf. 2005 nahm ihn der kroatische Spitzenklub RK Zagreb unter Vertrag, den er jedoch bereits im Januar 2006 nach Slowenien zum RK Gold Klub Kozina verließ. Ab 2006 spielte er erneut für Cetinje und gewann 2007 die erste Ausgabe der montenegrinischen Meisterschaft und des Pokals. Im Frühjahr 2009 ging er noch einmal nach Podgorica. Zwischenzeitlich spielte er auch für Al-Ahli in Doha und gewann die katarische Meisterschaft.
Mit der Jugoslawischen Nationalmannschaft gewann Goran Đukanović bei der Weltmeisterschaft 2001 die Bronzemedaille. Bei den Olympischen Spielen 2000 wurde er Vierter. Bei der Weltmeisterschaft 2005 belegte er mit der Serbisch-montenegrinischen Nationalmannschaft den fünften Rang. Die Montenegrinische Nationalmannschaft führte er als Kapitän bei der Europameisterschaft 2008 auf den zwölften Platz. Insgesamt bestritt er ca. 150 Länderspiele.
Im Jahr 2000 wurde Đukanović zum Sportler des Jahres in Montenegro gekürt.
Goran Đukanović betreibt seit 2010 eine Handballakademie in Podgorica.